# Begonia lanceolata
Espèce
Synonymes
- Begonia attenuata (Klotzsch) A.DC.[1]
- Trachelanthus attenuatus Klotzsch[1]
- Trachelocarpus attenuatus (Klotzsch) Müll.Berol.[1]

Begonia lanceolata est une espèce de plantes de la famille des Begoniaceae.
L'espèce fait partie de la section Trachelocarpus.
Elle a été décrite en 1831 par José Mariano da Conceição Velloso (1742-1811).

## Répartition géographique
Cette espèce est originaire du pays suivant : Brésil.